# 長安大学
長安大学（ちょうあんだいがく、英: Chang'an University）は、中華人民共和国陝西省西安市にある公立大学である。大学の略称は長大（ちょうだい）である。
2000年４月18日に、西安公路交通大学、西安工程学院、西北建筑工程学院の３大学が合併し、名称を'長安大学となるhttp://www.chd.edu.cn/350/list.htm。長安は中国の古都名である。現在の陝西省の省都西安市に相当する。合併前は、西安公路交通大学は交通部（日本で言う省に相当）、西安工程学院は国土資源部、西北建筑工程学院は建設部に属していたが、合併して長安大学になってからは教育部に所属することになった。しかしながら、現在も、教育部のみならず、交通運輸部、国土資源部、住宅都市建設部及び陝西省政府により中国の国家優先教育プログラム211工程の指定校として重点的に支援されている。また、985工程にも指定されている。5つのキャンパスを持つ大学である。中国国内では特に工学の研究で有名で、5つの国家重点学科、26個の部省級重点学科を持っている。 2015年時点で、学校の面積は3745畝。学生数は約3.4万人である。大学として「自強不息、求真務実、団結奮進、追求卓越」の精神を掲げて教育を推進してきた結果、社会的に一定の名声を得ている、と大学のホームページに記載されている。
中国国内大学の中に、唯一の自動車総合試験場を持っている。

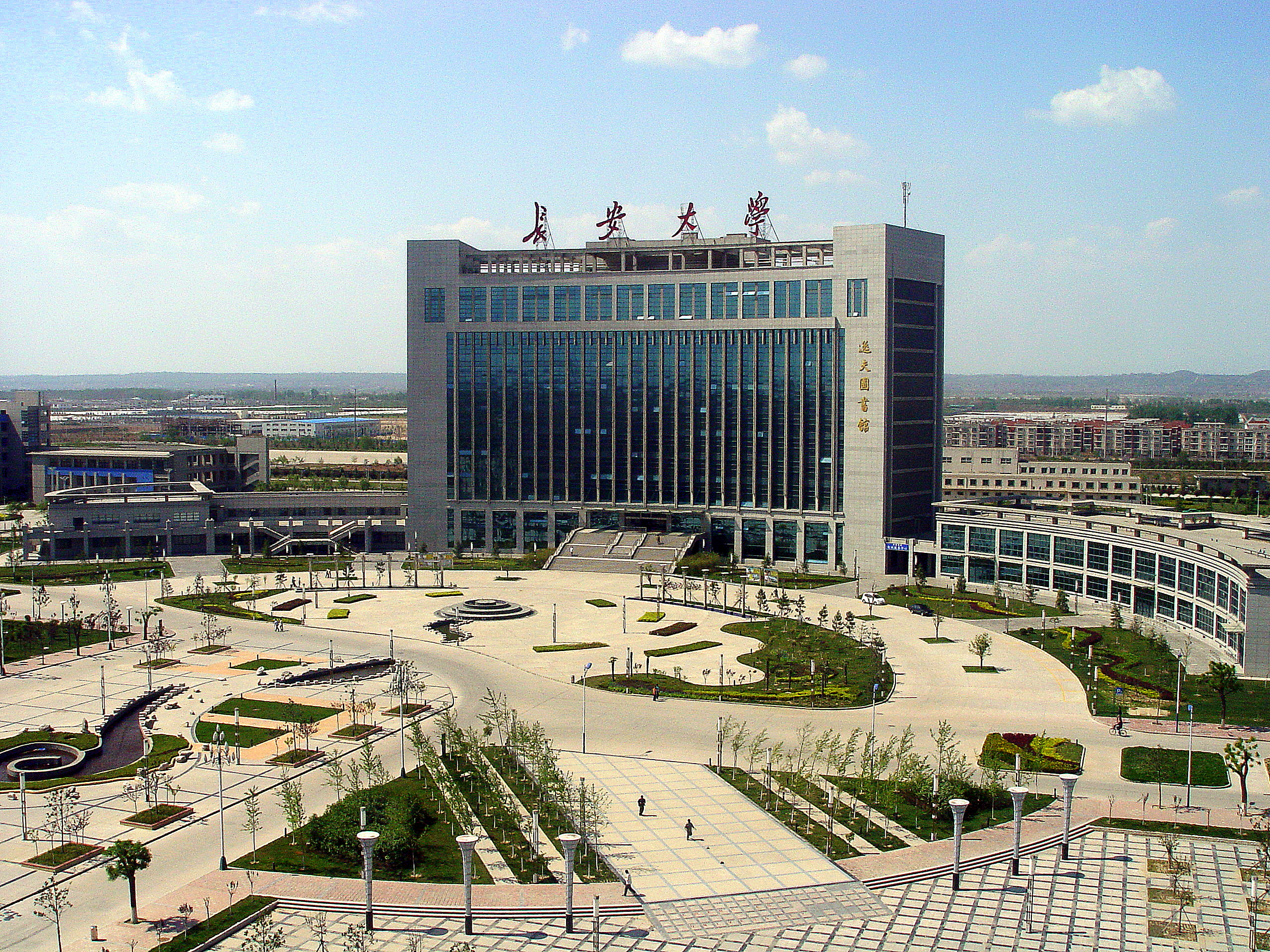
渭水キャンパス図書館と広場全景

## 沿革
- 1951年 - 前身の西北交通学校が設立。
- 1953年 - 前身の西安地質学校」と「西安建築工程学校」が設立。
- 2000年4月8日 - ３校が統合し、併せて校名を長安大学に改称。

## 日本における協定校
- 秋田大学
- 豊橋技術科学大学
- 県立広島大学